# Списак споменика НОБ на Косову и Метохији
Списак споменика посвећених Народноослободилачкој борби, од 1941. до 1945. године, као и народним херојима и истакнутим личностима Народноослободилачког покрета који се налазе на Косову и Метохији. Због обимности чланак је подељен у три целине.

## Меморијални комплекси
| Меморијални комплекси посвећени Народноослободилачкој борби на територији аутономне покрајине Косова и Метохије |                               |          |                                                |                                   |          |
| Слика | назив меморијалног комплекса  | локација | посвећен                                       | аутор/и и година постављања       | напомена |
| | Партизанско гробље у Липљану  | Липљан   | Борцима НОВЈ погинулим у НОБ                   | архитекта Миодраг Пецић, 1962.    | —        |
| | Партизанско гробље у Приштини | Приштина | Борцима НОВЈ погинулим у НОБ и жртвама фашизма | архитекта Светислав Личина, 1961. | —        |

## Споменици НОБ
| Споменици посвећени Народноослободилачкој борби на територији аутономне покрајине Косова и Метохије |                                            |                    | |                                                         |          |
| Слика                                                                                               | назив споменика                            | локација           | посвећен | аутор/и и година постављања                             | напомена |
| | „Ношење рањеника“                          | Глобочица          | Борцима НОВЈ погинулим у НОБ и жртвама фашизма | вајар Анте Гржетић                                      | —        |
| | Спомен-гробница жртава фашизма             | Ракош              | 63-ојици родољуба које су фашисти стрељали на овом месту октобра 1943. године                                                                        | —                                                       | —        |
| | Споменик Братству и јединству              | Урошевац           | Борцима НОВЈ погинулим у НОБ | —                                                       | —        |
| | Споменик жртвама фашизма                   | Ђаковица           | Десеторици обешених антифашиста 23. августа 1944. године                                                                                             | —                                                       | —        |
| | Споменик Народноослободилачком рату        | Глобочица          | Борцима НОВЈ погинулим у НОБ | вајар Момчило Крковић                                   | —        |
| | Споменик Народноослободилачком рату        | Ђаковица           | Борцима НОВЈ погинулим у НОБ | вајар Лојзе Долинар                                     | —        |
| | Споменик Народноослободилачком рату        | Лепосавић          | Четвртој црногорској бригади која је овде водила значајне борбе                                                                                      | —                                                       | —        |
| | Споменик палим борцима и жртвама фашизма   | Витомирица         | Борцима НОВЈ погинулим у НОБ и жртвама фашизма | вајар М. Милетић                                        | —        |
| | Споменик палим борцима и жртвама фашизма   | Вучитрн            | Борцима НОВЈ погинулим у НОБ и жртвама фашизма | —                                                       | —        |
| | Споменик рударима јунацима из НОБ          | Косовска Митровица | У знак сећања на рударе који су се придружили НОБ-у 1941 Споменик држе два купаста стуба који симболишу вагоне који вуку руду из рудника у топионицу | архитекта Богдан Богдановић, 1973.                      | —        |
| | Споменик палим борцима и жртвама фашизма   | Липљан             | Борцима НОВЈ погинулим у НОБ и жртвама фашизма | вајарка Љубинка Гаши, 1963.                             | —        |
| | Споменик Бори Вукмировићу и Рамизу Садику  | Ландовица          | Рамизу Садику и Бори Вукмировићу | вајар Светомир Арсић-Басара архитекта Миодраг Пецић     | —        |
| | Споменик Револуцији                        | Карагач            | Борцима НОВЈ погинулим у НОБ | 1974.                                                   | —        |
| | Споменик Револуцији                        | Пећ                | Борцима НОВЈ погинулим у НОБ | вајар Анте Гржетић, 1972.                               | —        |
| | Споменик Револуције                        | Приштина           | Борцима НОВЈ погинулим у НОБ | вајар Миодраг Живковић, 1961.                           | —        |
| | Споменик стрељаним родољубима              | Приштина           | Жртвама фашизма | —                                                       | —        |
| | Споменик Шарпланинском партизанском одреду | Брезовица          | Шарпланинском партизанском одреду | вајар Светомир Арсић-Басара и архитекта М. Пецић, 1964. | —        |

## Споменици народним херојима и истакнутим учесницима НОП-а
| Споменици народним херојима и истакнутим учесницима НОП-а на територији аутономне покрајине Косова и Метохије |                 |          |                                |          |
| Слика | назив споменика | локација | аутор/и и година постављања    | напомена |
| | Боро Вукмировић | Пећ      | вајар Сретен Стојановић, 1952. | —        |
| | Рамиз Садику    | Пећ      | вајар Сретен Стојановић, 1952. | —        |